# Instituto Brasileño del Medio Ambiente y de los Recursos Naturales Renovables
El IBAMA, en portugués Instituto Brasileiro do Meio Ambiente e dos Recursos Naturais Renováveis, en español Instituto Brasileño del Medio Ambiente y de los Recursos Naturales Renovables, es un órgano ejecutivo de la PNMA, que toma la forma de una autarquía federal, fue creado por la Ley 7735/89, de 22 de febrero de 1989. Está vinculado al Ministerio de Medio Ambiente - MMA siendo el responsable de la ejecución de la Política Nacional del Medio Ambiente - PNMA - y desarrolla diversas actividades para la preservación y conservación del patrimonio natural, ejerciendo el control y la fiscalización sobre el uso de los recursos naturales (agua, flora, fauna, suelo, etc). 
Es el responsable de los estudios de impacto ambiental y por la concesión de las licencias ambientales, de proyectos a nivel nacional. La licencia ambiental es un procedimiento por el cual el órgano ambiental competente, federal (IBAMA), estatal o municipal, permite la localización, instalación, ampliación y operación de empresas y actividades que precisan de recursos naturales, y que pueden consideradas efectiva o potencialmente contaminantes o aquellas que, bajo cualquier forma, puedan causar degradación ambiental.
Con este instrumento se busca garantizar que las medidas preventivas y de control adoptadas en los proyectos de empresar sean compatibles con el desarrollo sostenible.

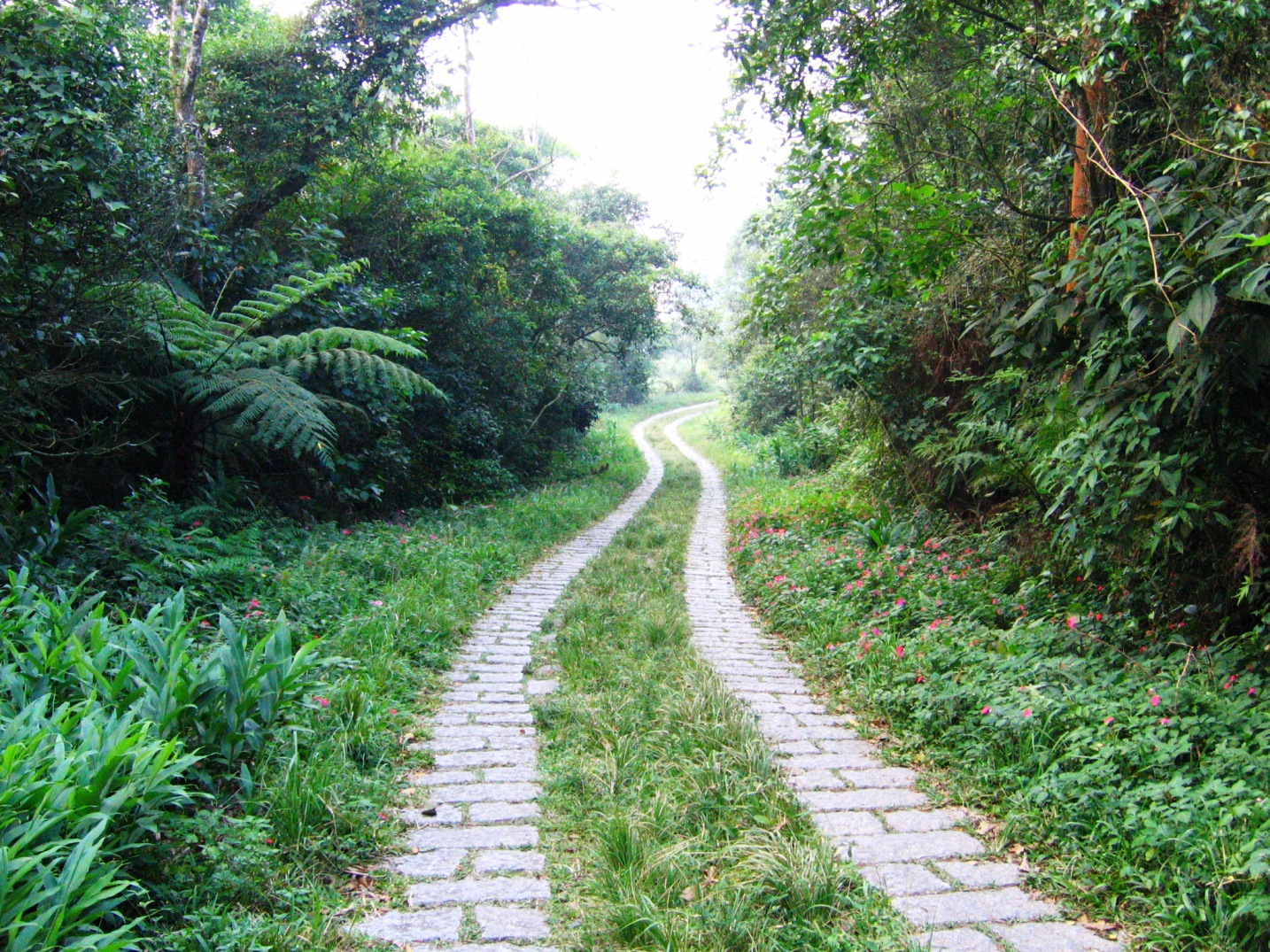
El IBAMA procura preservar la naturaleza.

## Historia reciente
El IBAMA fue creado por la fusión de cuatro entidades brasileñas que trabajaban en el área ambiental: 
- Secretaría del Medio Ambiente - SEMA
- Superintendencia del Caucho - SUDHEVEA
- Superintendencia de la Pesca – SUDEPE
- Instituto Brasileño de Desarrollo Forestal - IBDF

En 1990 fue creada la Secretaría del Medio Ambiente de la Presidencia de la República – SEMAM, unida a la Presidencia de la República, que tenía en el IBAMA su órgano gestor de la cuestión ambiental.
Del 3 al 14 de junio de 1992, se realizó en Río de Janeiro la Conferencia de la ONU sobre el Medio Ambiente y el Desarrollo, más conocida como Cumbre de la Tierra, en la que participaron 170 naciones. Donde la cuestión ambiental en Brasil se volvió más debatida, involucrando a la sociedad brasileña y que ya se venía organizando en las últimas décadas, en el sentido de presionar a las autoridades brasileñas para la protección del medio ambiente de forma más eficaz.
De esta forma fue reformulada la estructura burocrática y el 16 de octubre de 1992, fue creado el Ministerio del Medio Ambiente - MMA, órgano de jerarquía superior, con el objetivo de estructurar la política del medio ambiente en Brasil en la que el IBAMA ahora está subordinado.